# 汤米·卡恩斯
小托马斯·弗朗西斯·卡恩斯（英語：Thomas Francis Kearns Jr.，1936年10月6日—），美国NBA联盟前职业篮球运动员。他在1958年的NBA选秀中第4轮第30顺位被西拉丘斯国民选中。